# منتخب المكسيك تحت 15 سنة لكرة القدم
منتخب المكسيك تحت 15 سنة لكرة القدم (بالإسبانية: Selección de fútbol sub-15 de México)‏ هو ممثل المكسيك الرسمي في المنافسات الدولية في كرة القدم تحت 15 سنة.